# Cambalache

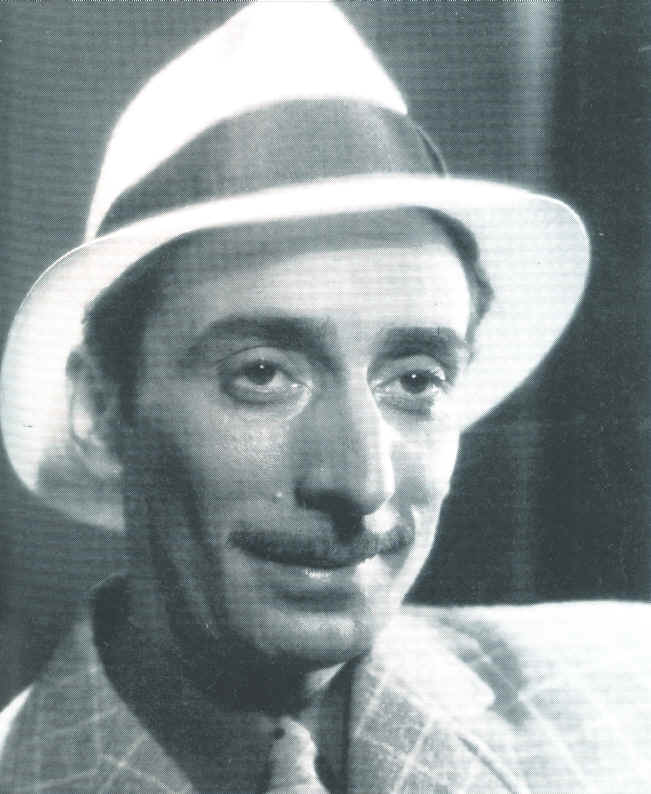
Enrique Santos Discépolo

«Cambalache» es un tango argentino compuesto en 1934 por Enrique Santos Discépolo que se estrenó a fines de dicho año en el Teatro Maipo de Buenos Aires, Argentina, donde a pedido de Discépolo, lo cantó por primera vez Sofía "La Negra" Bozán. «Cambalache» fue uno de los tangos que Discépolo compuso para la película El alma del bandoneón, algunos de ellos en colaboración con Luis César Amadori, pero «Cambalache» es de su exclusiva autoría. En el filme, estrenado al año siguiente, lo interpretó Ernesto Famá con el acompañamiento de la orquesta de Francisco Lomuto.

## Historia
La canción fue originalmente compuesta durante la Década Infame a la que denuncia en sus letras.
A partir de 1943 en el marco de una campaña iniciada por el gobierno militar que obligó a suprimir el lenguaje lunfardo, como así también cualquier referencia a la embriaguez o expresiones que en forma arbitraria eran consideradas inmorales o negativas para el idioma o para el país, incluyó al tango Cambalache dentro de los censurados para su difusión radiofónica.
Las restricciones continuaron al asumir el gobierno constitucional el general Perón y en 1949 directivos de Sadaic le solicitaron al administrador de Correos y Telecomunicaciones en una entrevista que se las anularan, pero sin resultado. Obtuvieron entonces una audiencia con Perón, que se realizó el 25 de marzo de 1949, y el presidente, que afirmó que ignoraba la existencia de esas directivas, las dejó sin efecto.
Si bien la canción tuvo un origen y un contexto en su creación, su letra denunciando los males de su sociedad la transforman en un tema universal y aplicable a cualquier país del mundo; además que al representar a la sociedad humana de siempre será un tema vigente en cualquier época. En la letra se menciona junto a los próceres San Martín y Napoleón a algunos personajes reales y otros ficticios: Stavisky fue un financista y estafador que se suicidó en 1934, don Bosco fue un sacerdote, educador y escritor italiano del siglo XIX que fundó la Congregación Salesiana, don Chicho era el apodo de Juan Galiffi, fue un conocido mafioso de Argentina y Carnera alude al boxeador italiano consagrado campeón mundial el 29 de junio de 1933. Sobre "la Mignon" o "la mignon" hay varias hipótesis: para algunos se trata de la voz francesa “mignonne” entendida como querida o amante, para otros se refiere a un personaje de Goethe, una niña raptada que es obligada a cantar, bailar y divertir, que aparece en Los años de aprendizaje de Wilhelm Meister así como en una ópera de Ambroise Thomas (1866).
La siguiente versión de "Cambalache" es la más popular, pero no la única, hay muchas según la época. Así en la grabación que hizo el cantante Julio Sosa con la orquesta de Armando Pontier en 1955 reemplazó la expresión "el que vive de los otros" por "el que vive de las minas" y en lugar de "Mezclaos con Stavisky van don Bosco y la Mignon, don Chicho y Napoleón, Carnera y San Martín" cantó "Mezclaos con Toscanini van Scarface y la Mignon, don Bosco y Napoleón, Carnera y San Martín".

Que el mundo fue y será una porquería, ya lo sé, en el quinientos seis y en el dos mil también; que siempre ha habido chorros, maquiavelos y estafaos, contentos y amargaos, valores y dublé. Pero que el siglo veinte es un despliegue de maldad insolente ya no hay quien lo niegue, vivimos revolcaos en un merengue y en un mismo lodo todos manoseaos.

Hoy resulta que es lo mismo ser derecho que traidor,
ignorante, sabio, chorro, generoso, estafador.
¡Todo es igual, nada es mejor,
lo mismo un burro que un gran profesor!
No hay aplazaos ni escalafón,
los inmorales nos han igualao...
Si uno vive en la impostura
y otro roba en su ambición,
da lo mismo que si es cura, colchonero,  rey de bastos, caradura o polizón.
¡Pero qué falta de respeto, qué atropello a la razón!
¡Cualquiera es un señor, cualquiera es un ladrón!
Mezclaos con Stavisky van don Bosco y la Mignon,
don Chicho y Napoleón, Carnera y San Martín.
Igual que en la vidriera irrespetuosa
de los cambalaches se ha mezclao la vida,
y herida por un sable sin remache
ves llorar la Biblia contra un calefón.
Siglo veinte, cambalache, problemático y febril,
el que no llora no mama y el que no afana es un gil.
¡Dale nomás, dale que va,
que allá en el horno nos vamo a encontrar!
¡No pienses más, sentate a un lao,
que a nadie importa si naciste honrao!
Es lo mismo el que labura
noche y día como un buey
que el que vive de los otros, que el que mata o el que cura o está fuera de la ley.
Enrique Santos Discépolo

## Significado del término
Cambalache en Argentina, Uruguay y en ciertas partes de Chile se refiere a un intercambio (de cualquier tipo), una prendería y/o trueque; un lugar de compraventa de enseres usados. 
También se dice que es un lugar o situación en los que predomina el desorden y el ruido.
En Argentina podría también llamarse «compra-venta», segundamano, o lo que en Estados Unidos pueden ser los Thrift Shops, tiendas de cosas de segundamano en donde no hay orden o jerarquía, sino que todo está «mezclao» como dice el tango.
En Honduras, la palabra «cambalache» es sinónimo de favor o ayuda de forma coloquial.

## Impacto en la cultura popular
- Una de las estrofas más conocidas del tango dice "Igual que en la vidriera irrespetuosa de los cambalaches se ha mezclao la vida, y herida por un sable sin remaches ves llorar la Biblia junto a un calefón...". De aquí surge la frase "La Biblia y el calefón", que contrasta un libro de gran valor religioso con un artefacto mundano, la cual fue empleada —entre otras cosas— para un programa de televisión homónimo, conducido por Jorge Guinzburg, y un tema musical homónimo, compuesto e interpretado por Joaquín Sabina, incluido en su álbum 19 días y 500 noches de 1999, canción escrita especialmente para el mencionado programa de televisión.
- Una de las primeras estrofas del tango dice "¡Siglo XX Cambalache, problemático y febril!". Dicha estrofa motivó el nombre de un programa televisivo de Telefe dirigido por Teté Coustarot y Fernando Bravo, conocido como Siglo XX Cambalache.
- La canción Siglo XXI de Luis Eduardo Aute (del álbum UFF!, 1990) se inspira en el tango "Cambalache", comenzando con la estrofa: "Siglo XX, cambalache, problemático y febril / anunció Santos Discépolo, un poeta del 2000 / y profeta en aquel tango que cantó a la corrupción / que gobierna las cloacas de la humana condición." En otra de sus canciones, Imán de mujer, (del álbum Alevosía, 1995), también cita a Santos Discépolo y su Cambalache: "Que el mundo fue y será una porquería/ ya lo dijo Enrique Santos/ y hoy tengo un día de esos/ en que sufro toda esa poesía cruel".
- La frase “el mundo fue y será una porquería, ya lo sé”, también fue parafraseada por Gustavo Cerati, Pedro Aznar y Charly García en la canción No te mueras en mi casa; los músicos la transformaron en: “el barrio fue y será una porquería, ya lo sé”. Dicho tema se incluye en el LP Filosofía barata y zapatos de goma (1990), de Charly García, si bien debió formar parte del disco Tango 3, que no pudo concretarse.
- El segundo capítulo de la segunda temporada de la serie Narcos, producto original de Netflix que relata la vida del narcotraficante colombiano Pablo Escobar, se titula "Cambalache", y tanto en la primera como en la última escena del episodio suena el tango de fondo. En la primera escena, Escobar la canta mientras se da una ducha; en la última, la baila con su mujer "Tata", mientras sus hombres asesinan a decenas de policías que hacían guardia en la ciudad.

## Otras versiones
- Julio Sosa grabó su versión del tango en 1955.
- La cantante Libertad Lamarque la grabó en 1979 para el disco Tango Ranchero con Libertad Lamarque.
- El tenor venezolano Alfredo Sadel lo grabó en 1956 en México, para el disco Fiesta Latinoamericana, con el acompañamiento de la orquesta del maestro Aldemaro Romero.
- Caetano Veloso grabó su versión del tango en su disco autotitulado de 1969.
- Fabián Rey y Trío grabó la canción en el disco Tangos en el puerto, de 1972.
- Tita Merello hizo una de las interpretaciones más descarnadas; y también Susana Rinaldi en los años 80.
- Joan Manuel Serrat lo interpretó durante diversos conciertos de la gira de 1983 en España que quedó plasmado en su disco En directo (1984).
- El grupo de rock argentino Sumo versionó la canción en un recital en El Café Einstein en 1984.
- El grupo de rock uruguayo Los Estómagos interpretó el tango en su presentación y en el álbum colectivo Graffiti (1985).
- El grupo de rock uruguayo los Buitres grabó una versión en su álbum en vivo Buitres 10 años, del año 2000.
- Raul Seixas grabó su versión hard rock en portugués (1987).
- Hermética grabó su versión del tango en el disco Intérpretes, de 1990.
- Nacha Guevara grabó el tema para el disco Heavy Tango (1991).
- Julio Iglesias grabó una versión de la canción en su álbum Tango (1996).
- Roberto "Caracol" Paviotti grabó su versión en su disco Compás de espera, en el año 1998. Esta versión fue cortina musical del programa de Radio Ciudad de Buenos Aires llamado Cambalache.
- León Gieco grabó el tema en el disco La historia esta (vol. 2) (1998).
- Andrés Calamaro versionó el tema en Las otras caras de Alta Suciedad (1998).
- Luis Eduardo Aute interpreta una versión de la canción durante los títulos de crédito de la película París Tombuctú, de Luis García Berlanga, estrenada en 1999.
- Ismael Serrano interpreta el tango desde el 2007 en adelante.
- Raphael versiona el tango en su disco Te llevo en el corazón (2010).
- Liuba María Hevia incluye habitualmente el tango en sus conciertos, cambiando la letra a "...siglo veinte¡veintiuno!...".
- El músico argentino Javier Calamaro incluyó el tango en su disco de estudio "Próxima Vida", editado en 2015.